# Future Trance
Future Trance war eine seit März 1997 vierteljährlich erscheinende Musik-Kompilation für Elektronische Tanzmusik der Universal Music Group. Mit der 100. Ausgabe, die am 28. Oktober 2022 erschienen ist, wurde die Future-Trance-Reihe eingestellt.

## Geschichte
Bereits 1995 erschien eine Compilation Future Trance Trax, die aber nicht zur Future-Trance-Reihe gehört. Bis zur Einstellung der Compilation, wurden 100 reguläre Ausgaben von Future Trance sowie 6 Spezial-Kompilationen veröffentlicht. Bis zur Future Trance 60 enthielt eine Kompilation zwei CDs mit insgesamt im Durchschnitt rund 40 Liedern, welche häufig Edits darstellten. Seit Future Trance 61 enthält eine Ausgabe der Future Trance drei CDs mit insgesamt etwa 60 Titeln. Die dritte CD stellt dabei oft einen durchgehenden Mix ohne Unterbrechungen zwischen den einzelnen Titeln dar.
Bisher waren rund 1.300 Interpreten mit circa 2.300 Musikstücken auf den Kompilationen vertreten. Besonders oft sind ATB und Scooter mit mehr als 20 Liedern beteiligt. Typisch für Future Trance ist der Computer-Alien FT 3000, der erstmals auf der Future Trance 10 auf dem Cover erschien (auf der Future Trance 5 war bereits ein anderer Computer-Alienkopf abgebildet), was bis Future Trance 60 fortgesetzt wurde. Das Cover der 100. und damit letzten Ausgabe der Future Trance zierte erneut der Computer-Alien.
Trance-Musik im eigentlichen Sinne ist auf der Future Trance selten bis gar nicht enthalten, sodass Anhänger des Trance-Genres oftmals für Anhänger des Hands-Up- bzw. House-Genres gehalten werden.